# 호환 시분할 시스템
호환 시분할 시스템(Compatible Time-Sharing System, CTSS)은 최초의 시분할 운영 체제들 가운데 하나이다. MIT의 컴퓨테이션 센터에서 개발되었다. CTSS는 1961년에 처음 시연되었고 1973년까지 MIT에서 운영되었다. 이 시기 일부 기간 동안 MIT의 영향력 있는 프로젝트 맥(Project MAC) 또한 CTSS를 실행하기도 했으나 이 두 곳을 제외하고는 확산되지 못했다.
CTSS는 1962년 봄 조인트 컴퓨터 콘퍼런스에 제시된 문서에 기술되었으며 그 밖의 다른 시분할 시스템의 설계에 큰 영향을 미쳤다.

## 같이 보기
- 페르난도 J. 코바토 - 프로젝트 리더
- 비호환 시분할 시스템

## 참고 문헌
1. ↑  “호환시분할시스템 : 지식백과”. 전산용어사전편찬위원회, 일진사. 2015년 12월 3일에 확인함.

- F. J. Corbató, M. M. Daggett, R. C. Daley, An Experimental Time-Sharing System (IFIPS 1962)
- Robert M. Fano, The MAC System: A Progress Report (MIT Project MAC, 1964) describes the usage of CTSS
- Jerome H. Saltzer, CTSS Technical Notes (MIT Project MAC, 1965) describes the internals of CTSS in some detail
- Jerome H. Saltzer, Manuscript Typing and Editing (MIT Computation Center, 1964) describes the world's first computerized text formatting system
- F. J. Corbató, et al., The Compatible Time-Sharing System A Programmer's Guide (MIT Press, 1963) ISBN 978-0-262-03008-3. Describe the system and its commands